# Vennes (Luik)
Vennes is een wijk in de Belgische stad Luik, welke gelegen is ten zuidoosten van het centrum op de rechteroever van de Maas. Aan de zuidkant van de wijk ligt het winkelcentrum Belle-Île.
Ter gelegenheid van de Wereldtentoonstelling van 1905 werd over het afwateringskanaal een brug gerealiseerd, de Pont des Vennes. In 1976 werd deze brug vervangen door een nieuwe verkeersbrug uit gewapend beton.
Onderdeel van Vennes is de buurt (sous-quartier) Fétinne.

## Natuur en landschap
Vennes ligt aan de samenvloeiing van Maas en Ourthe. Ook begint hier het Afwateringskanaal Luik.

## Aangrenzende wijken en plaatsen
Vennes grenst aan de Luikse wijken:
- Longdoz, Amercœur, Guillemins

Bovendien grenst Vennes aan de Luikse deelgemeenten:
- Angleur, Grivegnée, Chênée